# Uscanoidea aduncata
Uscanoidea aduncata är en stekelart som först beskrevs av Lin 1994.  Uscanoidea aduncata ingår i släktet Uscanoidea och familjen hårstrimsteklar. Inga underarter finns listade i Catalogue of Life.